# Villa Simon (Wiltz)

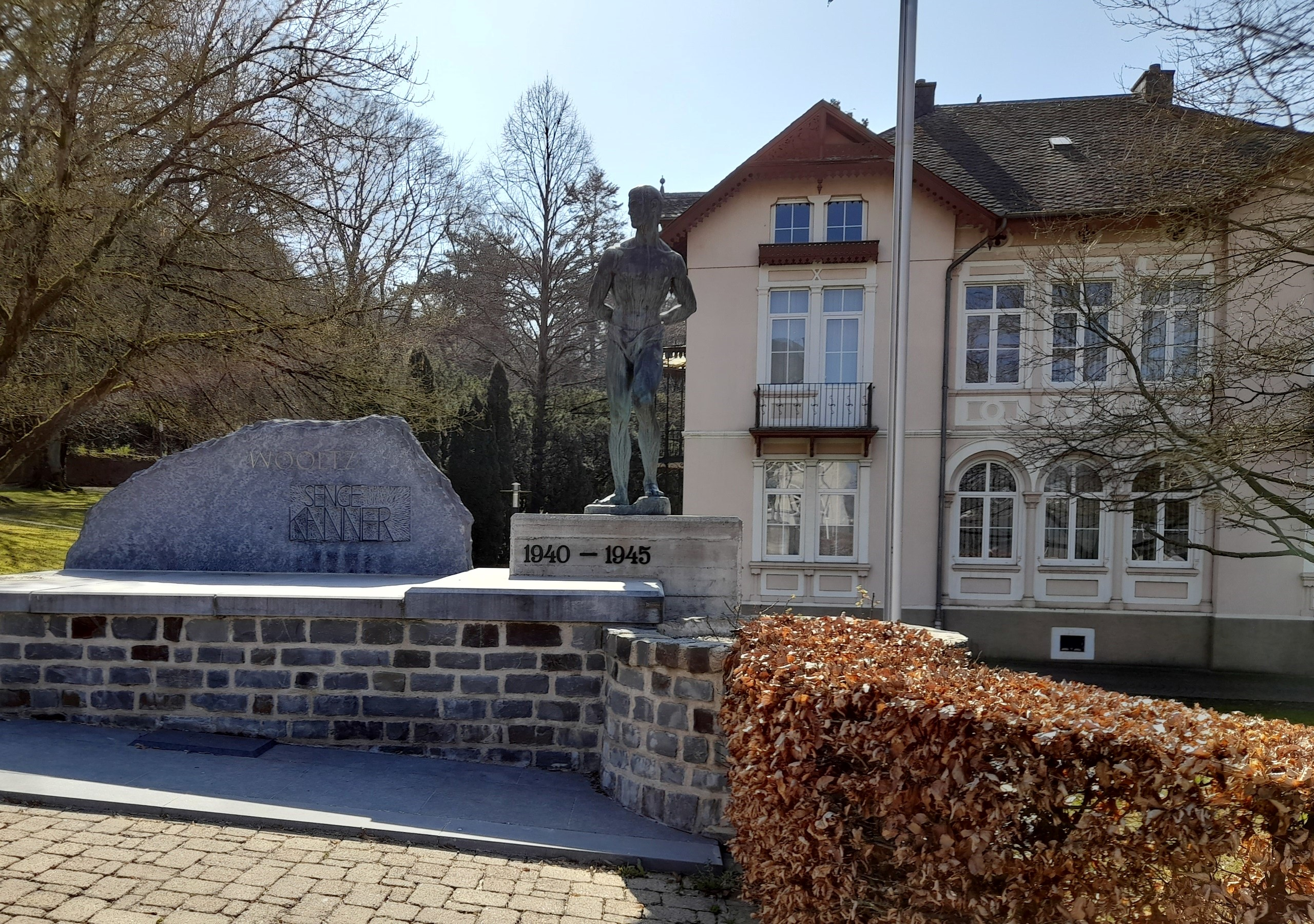
Villa Simon

Die Villa Simon ist ein Gebäude in Wiltz im Großherzogtum Luxemburg.

## Geschichte
Das Baujahr der Villa Simon ist nicht bekannt.
In dieser Villa lebten die Brüder Eugène und Theo Simon, nach denen die Villa benannt ist. Nach ihrem Tod vermachten die Gebrüder Simon ihren Besitz gemeinnützigen Einrichtungen und Organisationen wie der Clinique Saint Joseph, der Gemeinde Wiltz, der Kirchenfabrik Niederwiltz und der Division de la Médecine Préventive et Sociale.
Die Villa ist heute der Sitz der Wiltz-Direktion für Grundschulbildung.
Am 6. September 2018 wurde die Villa Simon als Nationaldenkmal eingestuft.